# ルヴィナーテ
ルヴィナーテ（伊: Luvinate）は、イタリア共和国ロンバルディア州ヴァレーゼ県にある、人口約1,300人の基礎自治体（コムーネ）。

## 地理

### 位置・広がり

#### 隣接コムーネ
隣接するコムーネは以下の通り。
- バラッソ
- カシャーゴ
- カステッロ・カビアーリオ
- ヴァレーゼ

### 地震分類
イタリアの地震リスク階級 (it) では、4 に分類される
。